# إيبراري
شركة eBrary.com هي شركة مقرها في الولايات المتحدة الأمريكية تأسست في 1999 تختص بتوفير خدمات حماية الملكية لمحتويات المكتبات الرقمية.

## تخصص
تقوم هذه الشركة بتطوير البرمجيات والخدمات اللازمة لنشر الكتب الرقمية وتداولها بشكل آمن على إنترنت. وأهم منتجات الشركة هو برنامج ebrarian والموجة للناشرين ومزودي المحتوى الراغبين بإنشاء مكتبات رقمية تتكون من الكتب التي لا زالت خاضعة لقوانين حماية الملكية الفكرية، والمجلات العلمية المحكمة.
ورغم أن النفاذ إلى هذه المطبوعات آمن ويخضع لقوانين التحقق من الهوية، حسب رغبة المكتبات التي تقوم باقتنائه، فإن البرنامج يسمح لمحركات البحث على إنترنت بفهرستها، وذلك للمساعدة في توجيه المستخدم الاعتيادي إليها، ولكن دون السماح له بالنفاذ إليها إلا حسب الشروط التي تضعها المكتبات.
وتقول الشركة بأنه من خلال رقمنة الكتب والمجلات الجامعية والسماح بفهرستها عبر إنترنت، فإنه بالإمكان إضافة 9.6 مليار صفحة إلى إنترنت، من المحتوى العلمي المرجعي، والذي تفتقر إنترنت إليه حاليا.

## تاريخ
وقد ابتدأت الشركة في عام 1999 على يد كريستوفر وارنوك وكيفن سايار، حيث طور وارنوك فكرة الموقع أثناء دراسته في جامعة يوتا، وبعد عمله لعدة سنوات في شركة أدوبي وصناعة النشر. وبعد أن قلم وارنوك بتطوير خطة العمل تقدم بها إلى جامعتي ستانفورد ويوتا. وكانت جامعة ستانفورد في ذلك الحين قد حصلت على منحة من مؤسسة ميلون لتمويل بحث يمكن أن يؤدي إلى تطوير طريقة يمكن بها للشركات الناشرة أن توزع أعمالها إلى أجهزة مزودة تقوم بدورها بتوزيع هذه الكتب إلى المكتبات الجامعية.
كما تقوم الشركة حاليا بإعادة ببناء مكتبة رقمية، تقول بأنها ستقوم بتثوير عملية البحث على إنترنت وذلك من خلال الدمج ما بين أمن حقوق الملكية الفكرية، والبحث الكامل في النص، وأدوات لبناء الفهارس في أوراق البحث (كالموجود ضمن موقع كويستيا). وتقول الشركة بأنها ستتبع نموذجا مماثلا لنموذج نت لايبراري، حيث أنها لن تقوم بفرض رسوم اشتراك، ولكنها ستقوم بجعل المستخدمين يدفعون مقابل طباعة أو نسخ ولصق المعلومات التي يريدون الحصول عليها. وتقوم الشركة بدورها بمشاركة هذه العوائد مع الشركات الناشرة. كما يمكن للمستخدمين شراء الكتب الرقمية بأكملها إذا رغبوا بذلك. وتقول الشركة أيضا بأن النظام الذي طورته يمكن الشركات الناشرة من بيع محتواها بالصفحة أو بالفقرة إذا رغبوا بذلك أيضا.
أما اليوم فتشرف مجموعة من كبريات الشركات الناشرة على تمويل أعمال الشركة وهي راندوم هاوس من خلال ذراعها التمويلي، وشركة بيرسون، وشركة ماغروهيل. 